# Medgyes Simon
Medgyes Simon, 1911-ig Messinger (Pest, 1862. szeptember 7. – Budapest, 1918. május 19.) jogi doktor, ügyvéd, szakíró, udvari tanácsos. Medgyes Alajos műépítész és Medgyes Marcell kereskedő, valamint Medgyes Károly testvérbátyja.

## Életútja
Messinger Ármin nagykereskedő és Steinhaus Anna fia. Középiskolai tanulmányait a pesti evangélikus gimnáziumban, a jogi tanfolyamot a budapesti egyetemen végezte. 1892-től a budapesti ügyvédvizsgáló bizottságnak, 1899-től a budapesti ügyvédi kamara választmányának tagja volt. A Nyomorék Gyermekek Otthonának 1903-as megalapítása idején a Deák páholy főmestere, az egyesület elnöke volt.
Már joghallgató korában dicséretet nyert: A tárnokmesterségről és tárnoki jogról írt tanulmányával, A menedékjog történeti fejlődése és a bűntettesek kiszolgáltatása című pályamunkája pedig díjat nyert (megjelent a Magyar Igazságügyben 1883); cikkei a Jogban (1895. A csődön kívül megtámadási jog, 1896. Az új német kereskedelmi törvény); az Ügyvédek Lapjában (1897. A horvát csőd- és megtámadási törvény); a Jogtudományi Közlönyben (1899. Telekkönyvi rangsorozatcsere). A Magyar Jogi Lexikonnak csaknem összes csődjogi cikkét ő írta, ezek közt említendők: Beszámítás a csődben, Csődeljárás, Csődhitelezők, Csődnyitás, Csődtömeggondnok, Csődvagyon, Csődválasztmány, Felszámolás, Fizetések megszüntetése, Kereskedelmi csőd, Megtámadási jog, Vagyonbukott, Visszakövetelési jog.

## Magánélete
Felesége Lövy Ida (1871–1949) volt, Lövy Bernát földbirtokos és Csillag Lujza lánya, akivel 1891. szeptember 20-án Budapesten kötött házasságot.
Gyermekei
- Medgyes László (1892–?)
- Medgyes Erzsébet (1893–?). Férje Plan Frigyes (1887–?) gyáros volt.[6]

## Munkái
- A nagyképűek. Eredeti színmű három felvonásban. Kézirat gyanánt. Budapest, 1889 (Meszes László néven)
- Csődjogi reformok. (Három törvénytervezet). Budapest, 1893 (Felolvastatott a m. jogászegylet 1893. márcz. 11. tartott teljes ülésében. M. Jogászegyleti Értekezések IX. 3.)
- Törvényismeret és esküdtszék. Budapest, 1900
- Vélemény a csődjogi törvényjavaslatokról. Budapest, 1901